# Osiedle Kolorowe (Bystrzyca Kłodzka)
Osiedle Kolorowe – osiedle położone w zachodniej części Bystrzycy Kłodzkiej.